# Hannah J. Bailey
Hannah J. Bailey   (Cornwall, 5 de juliol de 1839 - 23 d'octubre de 1923) fou una dona estatunidenca, pertanyent a la Societat Religiosa d'Amics i activista per la pau, la temprança i el sufragi femení.

## Biografia
Hannah Clark Johnston nasqué a Cornwall (Nova York), a la Vall del Hudson, filla de David Johnston i Letitia Clark. Sos pares eren quàquers; el seu pare era adober i granger. Era la major d'onze fills. Tot i ser quàquers, dos dels seus germans lluitaren en la Guerra Civil nord-americana, i un hi va morir; això feu que Hannah Johnston es comprometés amb la pau.

## Carrera
Hannah treballà a l'escola de Plattekill (Nova York), del 1858 al 1867. Dirigí els negocis del seu difunt marit, una fàbrica de teles d'oli i una botiga d'estores, des del 1882 fins al 1889 i 1891, respectivament.
El 1883, entrà en la Unió Cristiana de Dones per la Temprança (WCTU), i amb Lillian M. N. Stevens, establí un reformatori per a dones a Maine. Representà a Maine en la Conferència Nacional de Caritats i Correcció. El 1887 era directora del nou Departament de Pau i Arbitratge de la WCTU, que s'oposava a la guerra i a la violència en totes les formes, incloent-hi la pena de mort, els linxaments, la boxa professional, el reclutament militar, i fins i tot els soldadets de plom i els exercicis militars a les escoles. El 1898 l'elegiren presidenta de l'Associació Editora de la Temprança de les Dones, i succeí a Matilda Carse. Va ser editora i editora de dues publicacions sobre la pau de la Unió Mundial de Comerç, Pacific Banner i Acorn (destinades a lectors joves), des de sa casa a Winthrop (Maine). S'enretirà dels càrrecs en la UMC al 1916, quan va començar la Primera Guerra Mundial i la UMC donà suport a la participació estatunidenca.

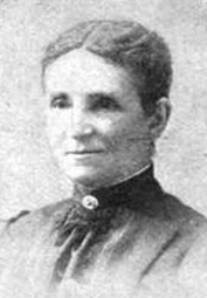
Hannah J. Bailey (1895)

Del 1891 al 1897 va presidir l'Associació de Sufragi de les Dones de Maine; i del 1895 al 1899 fou tresorera del Consell Nacional de les Dones. El 1915 entrà en el Partit de Dones per la Pau, i fou membre de la Lliga Internacional de Dones per la Pau i la Llibertat al final de la seua vida.
Bailey escrigué una biografia sobre el seu marit: Reminiscences of a Christian Life (1885).

## Vida personal
Hannah Clark Johnson es casà amb Moses Bailey el 1868, com a segona esposa. Van tenir un fill, Moses Melvin Bailey, al 1869. El seu marit va morir el 1882, després d'una llarga malaltia. Ella va morir a Portland (Maine) el 1923, a vuitanta-quatre anys.